# امیرحسین یازرلو
امیرحسین یازرلو (زاده ۱ فروردین ۱۳۸۱ در شهر رامیان استان گلستان) عضو تیم ملی بسکتبال ایران است. او که سابقه بازی در عرصه باشگاهی برای تیم‌های کوچین آمل و کاله آمل را در کارنامه خود دارد، از سال ۲۰۱۷ به عضویت تیم ملی بسکتبال ایران درآمده و در تیم ملی ۳ نفره هم سابقه بازی دارد. یازرلو بعد از آنکه توانست در لیگ برتر به مقام نایب‌قهرمانی دست پیدا کند، عملکردش موردتوجه هاکان دمیر قرار گرفت و به تیم ملی بزرگسالان فراخوانده شد.
او سابقه بازی در مسابقات جهانی در رده سنی امید را که به میزبانی کشورهای ارمنستان و تایلند برگزار شده، در کارنامه خود دارد و همچنین در مسابقات هابس و ویلیام جونز هم سابقه بازی دارد.
یازرلو به عنوان تیم ملی بسکتبال ۳ نفره ایران در بازی‌های آسیایی هانگژو به میدان رفت. او برادر دوقلوی نصرت‌الله یازرلو، عضو تیم ملی بسکتبال است.